# Orto botanico di Mosca

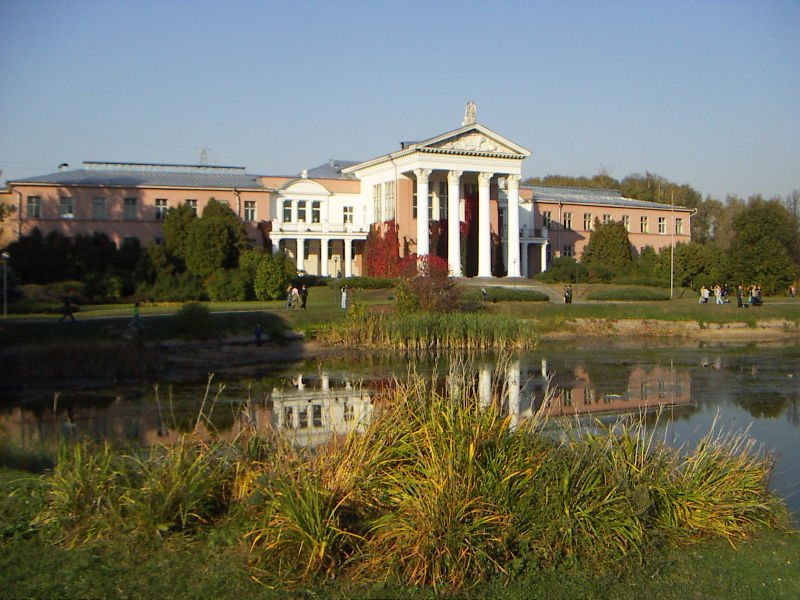
Edificio principale dell'orto botanico

L'orto botanico Nikolai-Tsitsin di Mosca dell'Accademia Russa delle Scienze (in russo: Главный ботанический сад имени Н. В. Цицина РАН) è un parco nel distretto amministrativo nord-orientale della città di Mosca ed il più grande orto botanico in Russia.
L'orto botanico, con un'estensione di 130 ettari, fu fondato il 14 aprile 1945 e fa parte del Dipartimento di Biologia dell'Accademia russa delle scienze. Il primo direttore fu per un periodo di 35 anni il biologo Nikolaj Vasil'evič Tsitsin (1898–1980), dal quale oggi il nome del complesso. L'orto botanico presenta un ampio parco ispirandosi al modello delle residenze nobiliari russe del diciottesimo e diciannovesimo secolo; di esso fa parte tra l'altro il complesso neoclassico della tenuta che fu della famiglia dei conti Šeremetev. Nel parco stesso, nell'aranciera e negli arboreti possono essere ammirati complessivamente oltre 8.200 tipi di piante da tutto il mondo.